# 母子逆緣
《母子逆緣》是在2020年7月3日上映的日本電影，大森立嗣執導，長澤雅美主演，奧平大兼參演。長澤和奧平在戲中飾演一對母子。第75屆（2020年）每日電影獎日本電影大獎得獎作品。改編自2014年震驚全日本的埼玉縣逆倫慘案「川口高齡夫婦殺害事件」。

## 演員列表
- 三隅秋子：長澤雅美
- 周平：奧平大兼（幼年：郡司翔）
- 高橋亞矢：夏帆
- 宇治田守：皆川猿時
- 赤川圭一：仲野太賀
- 三隅楓：土村芳
- 荒卷全紀
- 大西信滿
- 三隅雅子：木野花
- 川田遼：阿部貞夫

## 外部連結
- 官方網站（日語）
- 在Netflix上觀看《母子逆緣》